# Martie 2013
Acest articol este generat integral pe baza informațiilor din articolul 2013 și este actualizat periodic de un robot.
 Editările făcute în articol vor fi șterse la următoarea actualizare! Dacă doriți să faceți modificări, editați articolul-sursă.

ianuarie -
februarie -
martie -
aprilie -
mai -
iunie -
iulie -
august -
septembrie -
octombrie -
noiembrie -
decembrie
Martie 2013 a fost a treia lună a anului și a început într-o zi de vineri.

## Evenimente

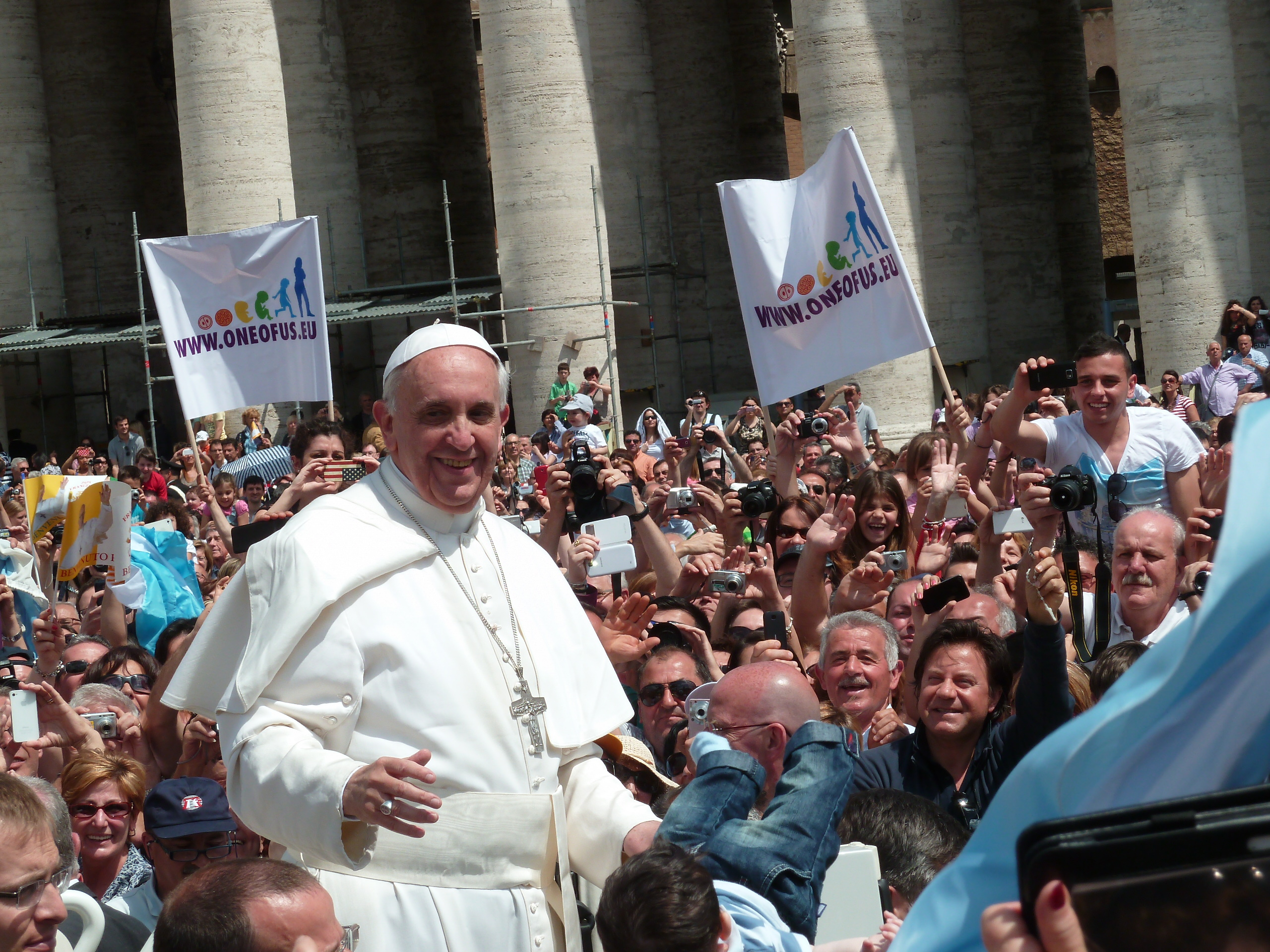
Papa Francisc

- 4 martie: Alegeri generale în Kenya.
- 5 martie: Republica Moldova: Guvernul condus de Vlad Filat a fost demis prin moțiune de cenzură adoptată de Parlament. Grupurile PD, PCRM (Partidul Comuniștilor) și deputații neafiliați au votat în favoarea moțiunii.
- 7 martie: Silvio Berlusconi a fost condamnat în primă instanță la un an de închisoare în procesul privind cumpărarea băncii Unipol, pentru divulgare de informații confidențiale.
- 9 martie: Oamenii de știință ruși anunță că au descoperit un tip cu totul nou de bacterii în apa lacului antarctic Vostok.[1][2] Trei zile mai târziu, rușii au revenit asupra informațiilor, anunțând că în mostrele recoltate nu se află vreo bacterie necunoscută până acum, ci, mai degrabă, e vorba despre niște agenți contaminanți.[3]
- 12 martie: A început Conclavul din 2013, de alegere a succesorului papei Benedict al XVI-lea.
- 13 martie: Cardinalul argentinian Jorge Mario Bergoglio a fost ales ca papă și și-a luat numele de Papa Francisc. Este primul papă latino-american al Bisericii Catolice.
- 13 martie: Parlamentul European respinge un buget al Uniunii Europene pentru prima dată în istoria sa.[4]
- 14 martie: Adunarea Națională Populară a Chinei (ANP) l-a ales pe Secretarul General Xi Jinping ca noul președinte al Republicii Populare Chineze, pe Li Yuanchao ca noul vice-președinte și pe Zhang Dejiang ca președinte al Comitetului permanent ANP.[5]
- 19 martie: Sute de mii de oameni participă la ceremonia de inaugurare papală pentru Papa Francisc în Piața Sf.Petru din Roma.
- 23 martie: Papa Francisc s-a întâlnit cu predecesorul său Benedict al XVI-lea la Castelul Gandolfo, reședința pontificală de vară aflată în sudul Romei, o întâlnire inedită în istoria Bisericii Catolice.
- 24 martie: Republica Centrafricană: Președintele François Bozizé este înlăturat după ce fuge în Republica Democrată Congo, debutând capturarea capitalei de către rebeli.
- 25 martie: UE oferă 10 miliarde € pentru a salva Cipru de la faliment. Împrumutul  de salvare va fi în mod egal împărțit între Mecanismul european de stabilizare financiară, Fondul european de stabilitate financiară, precum și de Fondul Monetar Internațional. Afacerea precipită o criză bancară la nivel național pe insulă.
- 25 martie: A 7-a ediție a Premiilor Gopo. Filmul Toată lumea din familia noastră a obținut premiul Gopo pentru cel mai bun film.
- 27 martie: Canada este prima țară care se retrage din Convenția Națiunilor Unite pentru combaterea Deșertificării.
- 27 martie: Coreea de Nord taie linia telefonică militară de urgență cu Coreea de Sud, la scurtă vreme după suspendarea ”telefonului roșu” dintre cele două guverne.

## Decese
- 2 martie: Dan Ursuleanu, 70 ani, scriitor și jurnalist român (n. 1942)
- 2 martie: Albert Poch, caricaturist și grafician român (n. 1930)
- 3 martie: Dumitru Rucăreanu, 80 ani, actor român de film, radio, teatru și TV (n. 1932)
- 4 martie: Dan Apostol, 55 ani, scriitor și publicist român (n. 1957)
- 4 martie: Seki Matsunaga, 84 ani, fotbalist japonez (atacant), (n. 1928)
- 5 martie: Hugo Chávez, 58 ani, președinte al Venezuelei (1999-2013), (n. 1954)
- 6 martie: Andrei Panin, 50 ani, actor rus de film și teatru (n. 1962)
- 7 martie: Peter Banks (n. Peter William Brockbanks), 65 ani, chitarist britanic (Yes), (n. 1947)
- 7 martie: Damiano Damiani, 90 ani, regizor de film, eseist, actor și scenarist italian (n. 1922)
- 8 martie: John O'Connell, 86 ani, politician irlandez (n. 1927)
- 9 martie: Aasia Begum, 61 ani, actriță indiană de film (n. 1951)
- 10 martie: Prințesa Lilian, Ducesă de Halland (n. Lillian May Davies), 97 ani (n. 1915)
- 14 martie: Michaela Niculescu (Michaela Anca Niculescu), 31 ani, actriță și cântăreață română (n. 1981)
- 15 martie: Rodion Hodovanschi, 85 ani, interpret român de muzică ușoară (n. 1927)
- 15 martie: Paolo Pastorelli, 70 ani, politician italian (n. 1943)
- 19 martie: Nicolae Paul Mihail, 89 ani, scriitor român (n. 1923)
- 19 martie: Irina Petrescu, 71 ani, actriță română de film, radio, teatru și TV (n. 1941)
- 20 martie: Vasile Ianul, 67 ani, fotbalist și antrenor român (n. 1945)
- 20 martie: Zillur Rahman, 84 ani, președintele al Bangladesh (2009-2013), (n. 1929)
- 21 martie: Chinua Achebe (n. Albert Chinualumogu Achebe), 82 ani, scriitor, profesor și critic literar nigerian (n. 1930)
- 21 martie: Pietro Paolo Mennea, 60 ani, atlet și om politic italian (n. 1952)
- 21 martie: Marin Predilă, 74 ani, senator român (1992-1996), (n. 1938)
- 23 martie: Joe Weider (n. Joseph Weider), 93 ani, culturist și publicist american de etnie canadiană (n. 1920)
- 24 martie: Mariana Drăgescu (n. Marie Ana Aurelia Drăgescu), 100 ani, aviatoare română (n. 1912)
- 24 martie: Guri Marciuk, 87 ani, matematician ucrainean (n. 1925)
- 24 martie: Barbara Anderson (n. Barbara Lillias Romaine Wright), 86 ani, scriitoare neozeelandeză (n. 1926)
- 26 martie: Liviu Ioan Măruia, 35 ani, arheolog și etnograf român (n. 1977)
- 26 martie: Tudor Tătăru, 55 ani, regizor și umorist din R. Moldova (n. 1957)
- 27 martie: Vasile Toma, 59 ani, poet liric și satiric din Republica Moldova (n. 1954)
- 29 martie: Enzo Jannacci, 77 ani, muzician italian (n. 1935)
- 31 martie: Enta Mash, 91 ani, evreică basarabeană și scriitoare israeliană (n. 1922)